# An Jung-hwa
An Jung-hwa född den 20 februari 1981, är en sydkoreansk handbollsspelare.
Hon tog OS-brons i damernas turnering i samband med de olympiska handbollstävlingarna 2008 i Peking.